# Pteronymia verticilla
Pteronymia verticilla är en fjärilsart som beskrevs av Prüffer 1929. Pteronymia verticilla ingår i släktet Pteronymia och familjen praktfjärilar. Inga underarter finns listade.